# Chajnacaya
Chajnacaya ist eine Ortschaft im Departamento Potosí im südamerikanischen Anden-Staat Bolivien.

## Lage im Nahraum
Chajnacaya ist drittgrößte Ortschaft des Kanton Caiza „D“ im Municipio Caiza „D“ in der Provinz José María Linares. Die Ortschaft liegt auf einer Höhe von 3225 m am Zusammenfluss von Río Jotun Mayu und Río Horno Mayu, die unterhalb der Ortschaft den Namen Río Caiza tragen und über den Río Tumusla und den Río San Juan del Oro zum Río Pilcomayo fließen.

## Geographie
Chajnacaya liegt am Südostrand der kargen Hochebene des bolivianischen Altiplano. Das Klima ist wegen der Binnenlage kühl und trocken und durch ein typisches Tageszeitenklima gekennzeichnet, bei dem die Temperaturschwankungen zwischen Tag und Nacht im langjährigen Mittel deutlich größer sind als die jahreszeitlichen Schwankungen.
Die Jahresdurchschnittstemperatur liegt bei 13 °C (siehe Klimadiagramm Vitichi) und schwankt nur unwesentlich zwischen 10 °C im Juni/Juli und gut 15 °C von November bis März. Der Jahresniederschlag beträgt nur etwa 400 mm, mit einer stark ausgeprägten Trockenzeit von April bis Oktober mit Monatsniederschlägen unter 20 mm und einer Feuchtezeit von Dezember bis Februar mit etwa 80 mm Monatsniederschlag.

## Verkehrsnetz
Chajnacaya liegt in einer Entfernung von 49 Straßenkilometern südlich von Potosí, der Hauptstadt des Departamentos.
Von Potosí aus führt die insgesamt 1.215 Kilometer lange asphaltierte Nationalstraße Ruta 1 in südlicher Richtung nach Cuchu Ingenio und dann weiter über Tres Cruces nach Tarija und Bermejo an der argentinischen Grenze. Bei Cuchu Ingenio zweigt eine Landstraße nach Süden ab, die nach dreizehn Kilometern die Ortschaft Chajnacaya erreicht und weiter nach Caiza „D“ führt.

## Bevölkerung
Die Einwohnerzahl von Chajnacaya ist in den vergangenen beiden Jahrzehnten deutlich zurückgegangen:
| Jahr | Einwohner | Quelle       |
| ---- | --------- | ------------ |
| 1992 | 162       | Volkszählung |
| 2001 | 125       | Volkszählung |
| 2012 | 97        | Volkszählung |
| 2024 |           | Volkszählung |

Die Region weist einen deutlichen Anteil an Quechua-Bevölkerung auf, im Municipio Caiza „D“ sprechen 97 Prozent der Bevölkerung Quechua.